# Classe Highflyer (croiseur)
La classe Highflyer est une classe de croiseurs protégés de 2e classe, construite par la Royal Navy dans les années 1890.

## Description
Les croiseurs de classe Highflyer sont essentiellement des répétitions de la précédente classe Eclipse, mais avec un armement et des machines de propulsion plus puissants. Les navires sont propulsés par deux moteurs à vapeur à triple expansion à 4 cylindres, chacun entraînant un arbre, utilisant la vapeur fournie par 18 chaudières Belleville, qui sont plus légères et plus puissantes que les chaudières cylindriques utilisées par les Eclipse. Les navires dépassent facilement leur puissance et leur vitesse de conception lors de leurs essais en mer.

## Les unités de la classe
| Nom           | Lancement       | Chantier naval                                                 | Fin de carrière                                                                                                | Photo |
| ------------- | --------------- | -------------------------------------------------------------- | --- | ----- |
| HMS Highflyer | 4 juin 1898     | Fairfield Shipbuilding and Engineering Company Govan (Glasgow) | A servi pendant la Première Guerre mondiale principalement en Afrique vendu le 10 juin 1921 pour démolition    |       |
| HMS Hermes    | 7 avril 1898    | Fairfield Shipbuilding and Engineering Company Govan (Glasgow) | Converti pour le transport d’hydravions en 1913 coulé le 31 octobre 1914                                       |       |
| HMS Hyacinth  | 27 octobre 1898 | London and Glasgow Shipbuilding Company Govan (Glasgow)        | A servi pendant la Première Guerre mondiale principalement en Afrique vendu le 11 octobre 1923 pour démolition |       |